# Fernando Legal
Dom Fernando Legal SDB (São Paulo, 17 de dezembro de 1931 – São Paulo, 22 de agosto de 2023) foi um bispo salesiano brasileiro, bispo emérito de São Miguel Paulista.

## Biografia
Fernando Legal nasceu em São Paulo, no bairro da Barra Funda, em 17 de dezembro de 1931, o mais velho dos oito filhos de Benedita de Morais (Lima) e de Juan Legaz Melchor, espanhol que, transferindo-se para o Brasil, aportuguesou seu nome para "João Legal".
Ainda criança, Fernando passou a frequentar a Paróquia Santa Terezinha, em Santana. Ali conheceu os padres salesianos e teve o despertar para a vocação sacerdotal. Em 1945, foi encaminhado pelos padres salesianos para Lorena, onde estudou por três anos. Fez o noviciado em Pindamonhangaba em 1949 e proferiu seus votos temporários em 31 de janeiro de 1950. Cursou filosofia em Lorena, de 1950 a 1952. No magistério, entre 1953 e 1955, lecionou em Americana. Realizou sua profissão perpétua em 14 de janeiro de 1956, em Campinas e cursou teologia em São Paulo, no Instituto Teológico Pio XI. Foi ordenado diácono em 14 de março de 1959 por Dom Antônio Ferreira de Macedo e, posteriormente, ordenado presbítero em 8 de dezembro de 1959 por Dom Paulo Rolim Loureiro, ambos em São Paulo.
Em 1960, cursou Mestrado em Teologia na Pontifícia Faculdade de Teologia Nossa Senhora da Assunção, em 1961, Especialização em Teologia Moral na Pontifícia Universidade Salesiana em Turim; e bacharelado em sociologia no Centro Internacional para Formação Sociológica do Clero (CISIC) em Roma, Itália, em 1963. Regressou ao Brasil em 1965 sendo coordenador dos estudos no Instituto Teológico Pio XI, São Paulo (1965-1967); diretor do Instituto Teológico Pio XI no período de 1968 a 1970; conselheiro inspetorial de 1968 a 1972, delegado inspetorial da Pastoral Juvenil de 1971 a 1976; vice-inspetor de 1973 a 1976; e , finalmente, inspetor de 1976 a 1980.
Foi eleito bispo de Itapeva pelo Papa João Paulo II, em 28 de março de 1980 e sagrado pelo então núncio apostólico Dom Carmine Rocco em 31 de maio de 1980, permanecendo como bispo desta diocese de 1980 a 1985. Em 25 de abril de 1985, foi transferido para a Diocese de Limeira pelo mesmo São João Paulo II, onde tomou posse em 2 de julho de 1985, permanecendo como seu bispo até 1989.
Em 15 de março de 1989, Dom Fernando Legal foi designado da nova Diocese de São Miguel Paulista. Diocese esta que até então era região episcopal da Arquidiocese de São Paulo aos cuidados do bispo auxiliar Dom Angélico Sândalo Bernardino, foi desmembrada junto com Osasco, Campo Limpo e Santo Amaro com o objetivo de diminuir a influência progressista do cardeal-arcebispo Dom Frei Paulo Evaristo Arns, OFM.
Em seu ministério episcopal, exerceu também a presidência do Sub-Regional Sul 1 da Conferência Nacional dos Bispos do Brasil (CNBB) e foi membro da Representativa do Regional Sul 1 da CNBB de 1991 a 1998. Também foi bispo referencial do Regional Sul 1 da CNBB para a Campanha da Fraternidade de 1999 e para o Ensino Religioso de 1999 a 2010.
Foi homenageado pela Câmara Municipal de São Paulo, com o Diploma de Gratidão da Cidade de São Paulo e com a Medalha Anchieta, em 21 de abril de 2002, e pela Assembleia Legislativa do Estado em 6 de maio de 2005, por ocasião do seu jubileu episcopal.
Apresentou sua renúncia ao múnus episcopal ao completar 75 anos, como determina o Código de Direito Canônico, mas seu pedido foi acolhido em 9 de janeiro de 2008, quando foi escolhido seu sucessor, na pessoa do Mons. Manuel Parrado Carral.
Viveu seus últimos anos alternando entre na presença salesiana de Santa Teresinha, na Zona Norte de São Paulo, e sua residência concedida pela Diocese de São Miguel, na Zona Leste, com atendimento de cuidadoras.
Faleceu aos 91 anos de idade, na madrugada de 22 de agosto de 2023, em São Paulo, depois de sessenta dias internado devido a um quadro infeccioso. Durante o período em que esteve hospitalizado, chegou a realizar traqueostomia e utilizar máscaras para suporte respiratório. Nos últimos dias, seus exames indicavam um quadro de desidratação e função renal prejudicada. Seu corpo foi sepultado no dia seguinte, na Catedral de São Miguel Arcanjo, em São Paulo, sede da diocese, segundo o costume.